# Рейсс
Это статья о династии. Про реку в Швейцарии см. Ройс, другие значения Ройс
Рейсс (Ройс, нем. Reuß, букв. «русский») — владетельный дом, правивший в XII—XX веках графствами и княжествами на территории современной немецкой земли Тюрингия. В XIX веке владения Рейссов составляли суверенные княжества Рейсс-Грейц и Рейсс-Гера, просуществовавшие в составе Германской империи до 1918 года.

## Ономастика
Reuss (со ср.-верхннем. — «русский») — прозвище, которое носил в XIV веке родоначальник младшей линии Генрих I Русский, совершивший путешествие в Карпатскую Русь за своей невестой и будущей женой, Юттой Шварцбург-Бланкенбургской, внучкой Даниила Галицкого.
Особенностью дома Рейсс является система именования и нумерования своих представителей: согласно семейной традиции, закреплённой в 1668 году династическим законом, все мужчины рода носят имя Генрих. Таким образом род чтит память императора Генриха VI, который в XII веке назначал первых представителей Рейсского дома имперскими наместниками. Кроме того, в отличие от других династий, дававших номера только своим правящим членам, род Рейсс нумерует всех мужчин, при этом мальчики в одной семье не обязательно должны быть пересчитаны по порядку, поскольку все члены рода — часть одной системы нумерации. Сыновья Генриха LXVII Рейсс-Шлейца, например, именовались Генрих V, Генрих VIII, Генрих XI, Генрих XIV и Генрих XVI.
В старшей линии нумерация мужских представителей возобновлялась, когда их число достигало ста (то есть за Генрихом C шёл Генрих I), в младшей нумерация возобновляется с началом каждого нового столетия. На практике, однако, старшая линия пресеклась задолго до достижения сотого номера, поэтому наибольшие номера в истории рода (вплоть до Генриха LXXV) носили представители именно младшей ветви. Номера умерших членов фамилии использовались заново.

## История
Представители Рейсского дома были правителями различных земель и государств (преимущественно в области, известной как Фогтланд). За время правления дома его земли претерпели множество разделов и объединений, что было обычным явлением в средневековой Германии; в конце XVII века под управлением членов рода одновременно находилось десять независимых графств. В конечном итоге на Рейсских землях образовалось два княжества — Рейсс старшей линии и Рейсс младшей линии, которые в 1871 году стали одними из учредителей Германской империи. Их князья лишились своих престолов в ходе Ноябрьской революции 1918 года. 

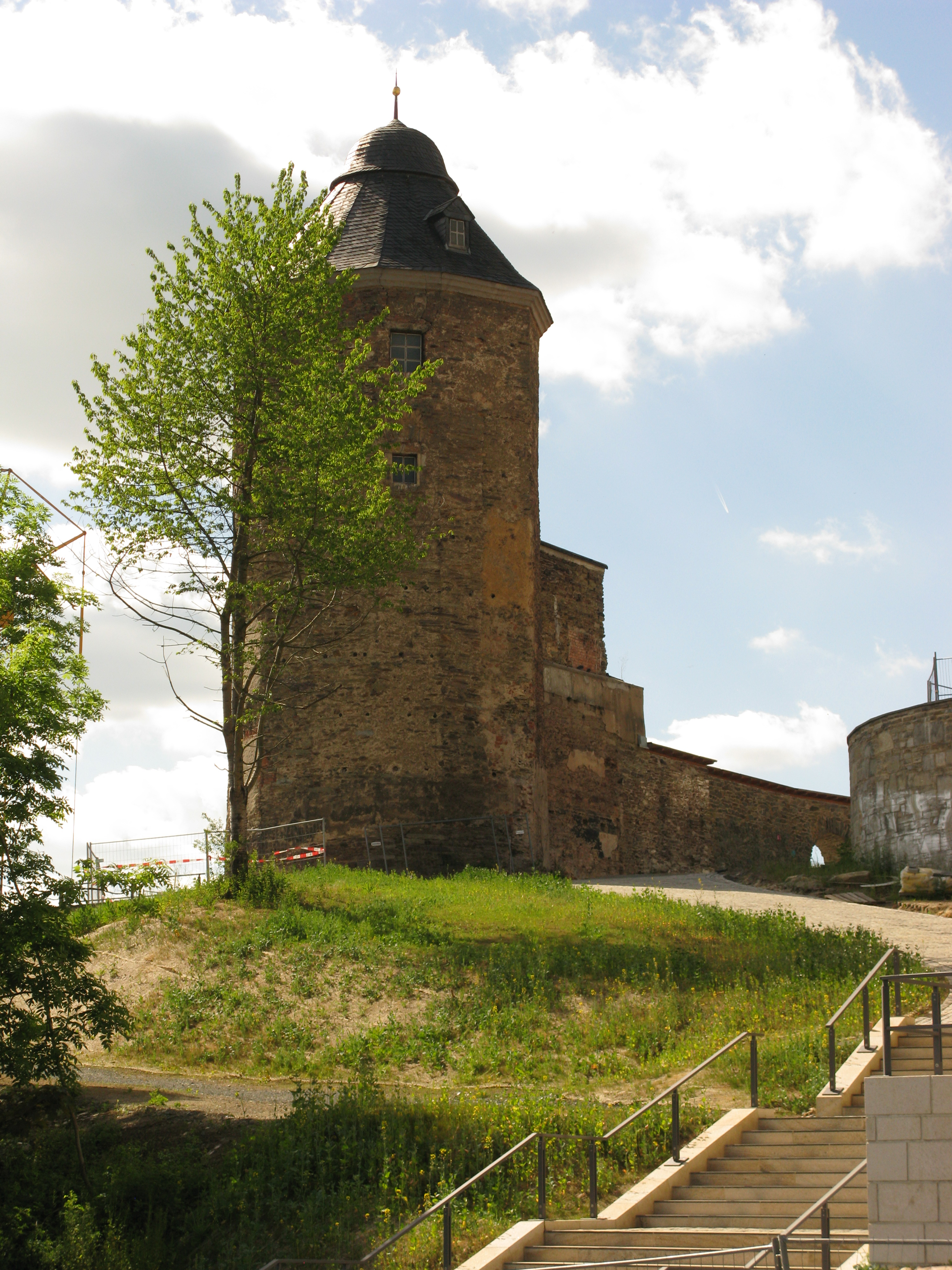
Руины средневекового замка Плауэн

Первым исторически достоверным представителем династии является Эркенберт I, который в 1122 году был назначен фогтом (имперским наместником) в Вейде. Его потомки сохранили за собой эту должность, постепенно сделав её наследственной. Внук Эркенберта Генрих II Богатый сосредоточил в своих руках обширные владения, которые включали, помимо Вейды, также Геру, Плауэн, Грейц и Роннебург. После смерти Генриха II в 1209 году трое его сыновей — Генрих III, Генрих IV и Генрих V — разделили отцовские владения между собой. Старший брат унаследовал собственно фогтство Вейда, средний получил фогтство Плауэн и Геру, а младшему досталось фогтство Грейц. С этого момента Вейда управлялась отдельной ветвью Рейсского дома. Её представители продолжали называться фогтами до 1404 года.
После смерти в 1239 году Генриха V, умершего бездетным, его владение фогство Грейц перешло к племянникам — сыновьям Генриха IV — фогтам Плауэна и Геры.
В 1244 году сыновья Генриха IV, носившие одинаковое имя Генрих I, произвели раздел отцовских владений, в результате которого старший брат стал фогтом Плауэна, основав ветвь фогтов и наместников Плауэнских, а младший получил Геру, став родоначальником ветви фогтов и владетелей Герских, Шлейцских и Лобенштейнских.

В 1404 году Генрих XVI получил титул владетеля (нем. Herr; аналогичен французскому титулу сеньор), который окончательно утвердил фактическую независимость Вейды от имперской короны. Приняв титул, Генрих XVI разделил Вейду с братьями, Генрихом XVII и Генрихом XVIII. Вскоре старший брат обменял свою часть Вейды на Шмёльн, а средний продал свои земли маркграфству Мейсен. В 1427 году Генрих XVIII также передал свои владения Мейсену в обмен на Бергу, и таким образом вся территория Вейдского владетельства оказалась в руках Веттинов. В 1454 году Генрих XVIII выкупил у мейсенский бургграф Генриха II, представителя плауэнской ветви Рейсского дома, владетельство Вильденфельс, где некоторое время правили его потомки. 

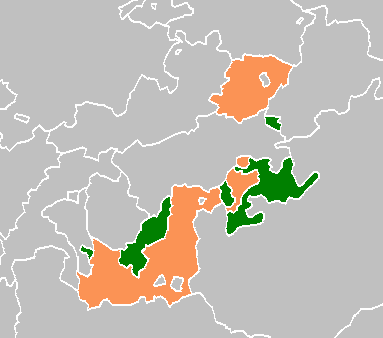
Рейсс в 1820: Старшая (зелёный) и Младшая (оранжевый) линия

Генрих XXIII не оставил наследников мужского пола, поэтому после его смерти Вильденфельс был передан графу Иоганну Генриху фон Шварцбург-Лейтенбергу — мужу его единственной дочери Маргариты. С кончиной Маргариты в 1569 году линия вейдских владетелей пресеклась.
Один из членов плауэнской ветви Генрих фон Плауэн с 1410 по 1413 гг. был 27-м великим магистром Тевтонского ордена. Другой — Генрих Рейсс фон Плауэн был 32-м великим магистром (с 1469 по 1470 год).
В 1673 году правителям Верхнего и Нижнего Грейца был дарован титул имперских графов. После смерти бездетного Генриха III (1701—1768), графа Нижнего Грейца, прекратилась нижнегрейцская линия. Её владения унаследовал четвероюродный племянник умершего — глава верхнегрейцской линии граф Генрих XI (1722—1800). Таким образом Грейц был объединён.
В 1778 году графы Верхнего и Нижнего Грейца получили титул князей и Генрих XI стал первым князем Рейсс-Грейц. Перед роспуском Священной Римской империи 1806 году графы Геры, Шлейца, Лобенштейна, Кестрица и Эберсдорфа также были медиатизованы. В 1848 графства объединились, образовав единое княжество Рейсс-Гера (Fürstentum Reuß jüngerer Linie, букв. «княжество Рейсс младшей линии»).
В 1928 году умер последний представитель старшей линии Генрих XXIV, не имевший детей, после чего главой дома стал представитель младшей линии Генрих XLV (1895—1945). После его ареста в 1945 году органами НКВД СССР и исчезновения (в 1962 году официально признан мёртвым) главой дома, приняв титул князь Рейсс, стал представитель средней ветви князей Рейсс-Кёстрицских Генрих IV (род. 1919).

Резиденции Рейссов
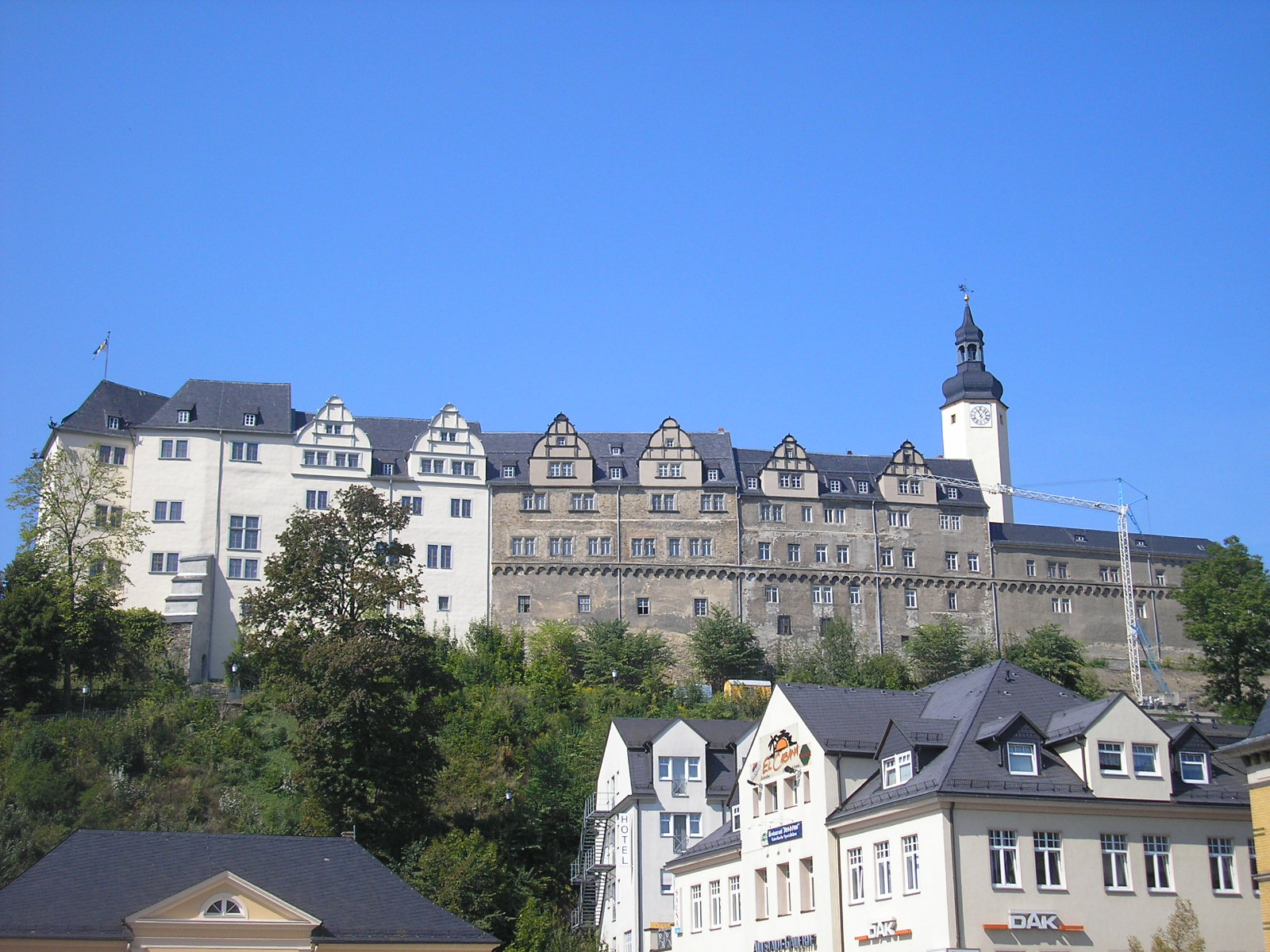
Верхний замок в Грайце
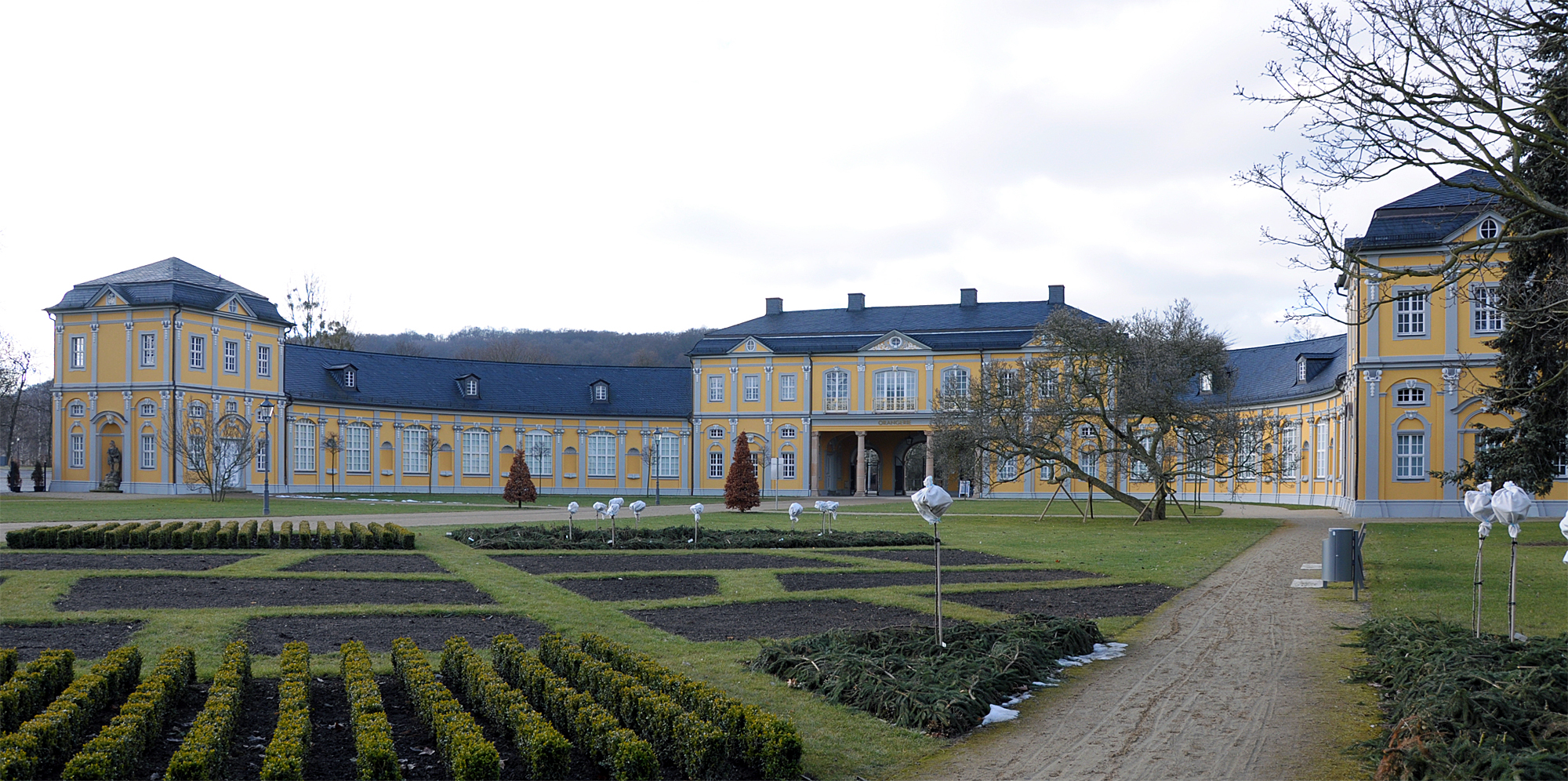
Княжеская оранжерея в Гере
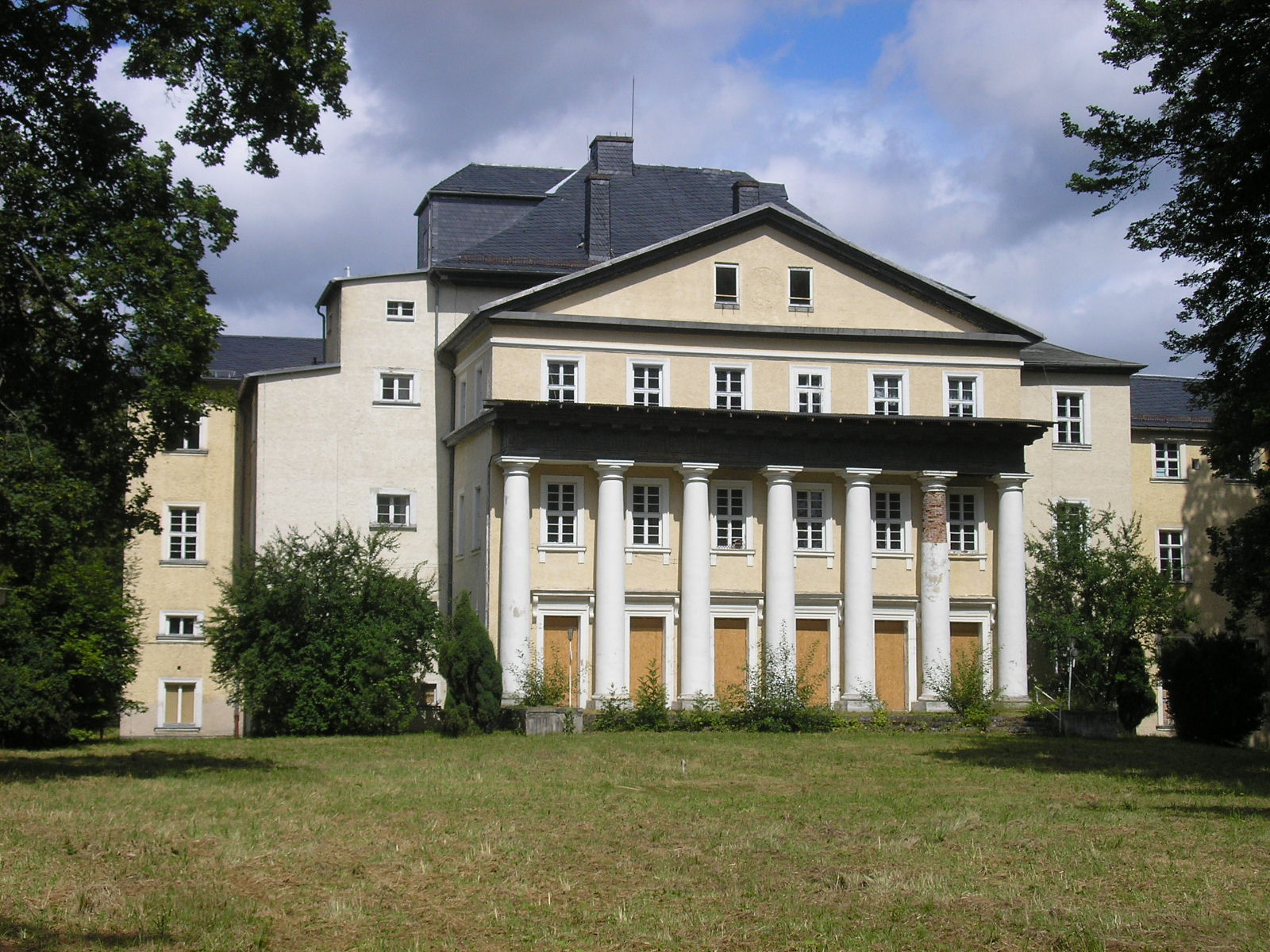
Эберсдорфский дворец
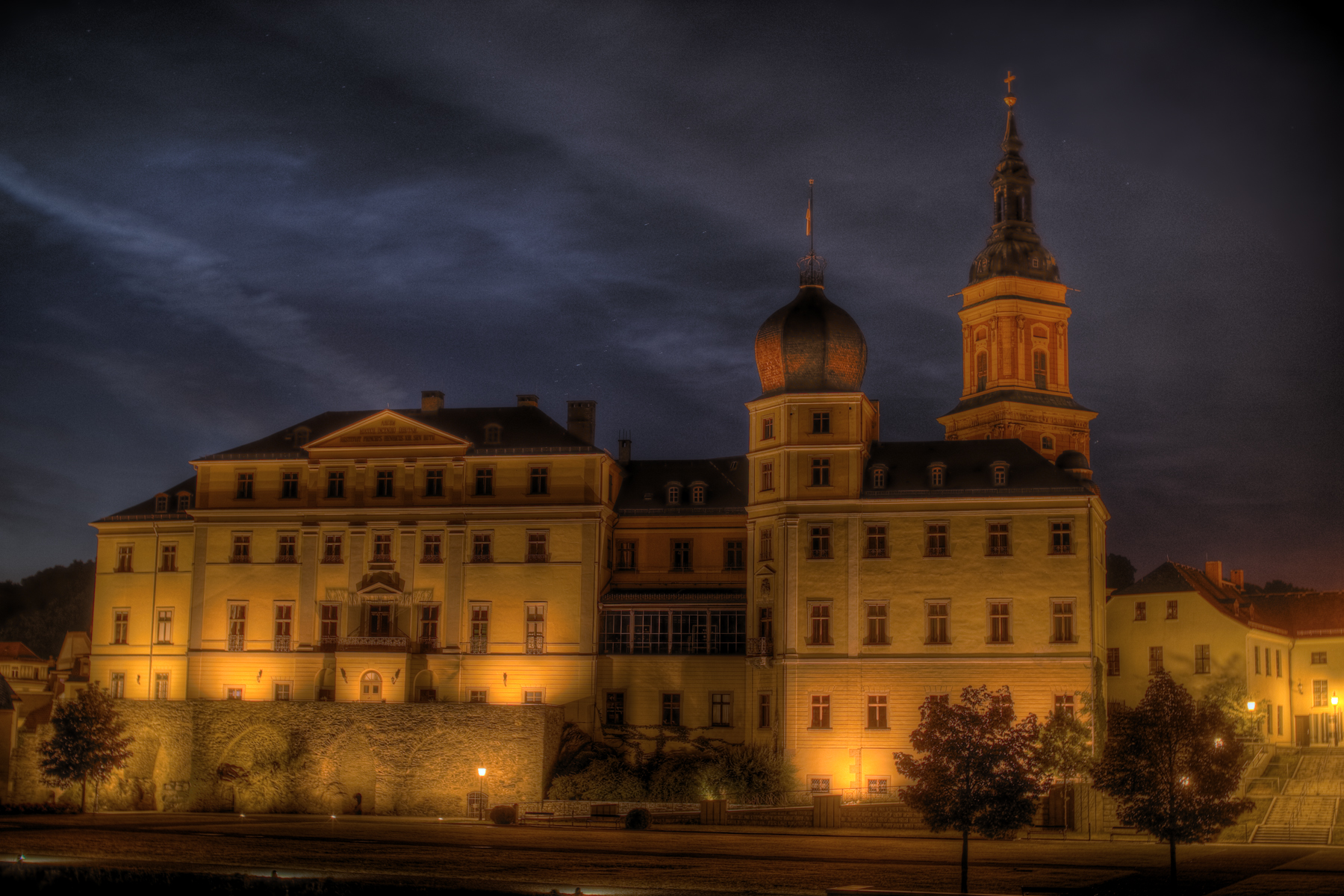
Нижний замок в Грайце
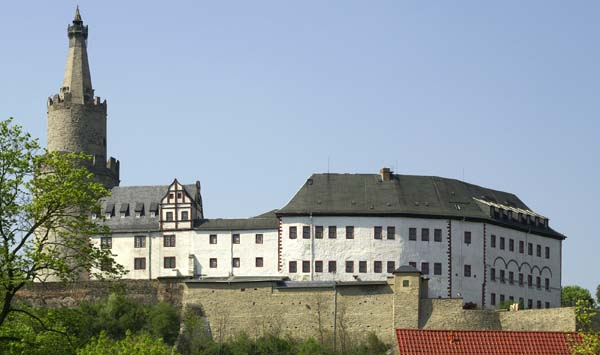
Замок Остербург в городе Вайда

## Династические связи

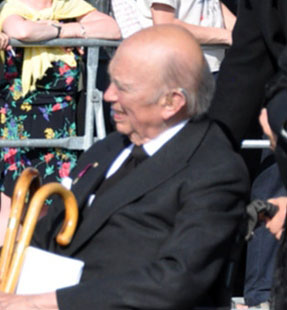
Генрих IV, глава дома Рейсс в 2011 году

В 1804 г. принцесса Августа Рейсс-Эберсдорфская вышла замуж за Франца Фридриха Антона, герцога Саксен-Кобург-Заальфельдского. От брака родились десять детей, некоторые из которых сыграли важную роль в европейской истории:
- Юлианна-Генриетта-Ульрика, в России известна как великая княгиня Анна Фёдоровна, супруга цесаревича Константина Павловича;
- Эрнст I, герцог Саксен-Кобург-Готский, женат на Луизе Саксен-Гота-Альтенбургской, отец принца-консорта Альберта
- Виктория, герцогиня Кентская, мать Александрины Виктории, королевы Великобритании;
- Леопольд I, король Бельгии;[3].

Принцесса Августа Рейсс-Шлейц-Кестрицская в 1849 году вышла замуж за Фридриха Франца II, великого герцога Мекленбург-Шверинского. Они имели шестерых детей, из которых:
- Фридрих Франц III женат на великой княгине Анастасии Михайловне;
- Мария Павловна (в православии) была замужем за Владимиром Александровичем;

В 1898 году принц Генрих XXX Рейсс-Кёстрицский женился на принцессе Феодоре Саксен-Мейнингенской — дочери германского императора Фридриха III, правнучке королевы Виктории.
В 1908 году принцесса Элеонора Рейсс-Кестрицская вышла замуж за царя Болгарии Фердинанда I, правнука по прямой мужской линии Августы Рейсс-Эберсдорфской и Франца Фридриха Антона, герцога Саксен-Кобург-Заальфельдского.
Прадедом князя Генриха XXXIII Рейсского был король Нидерландов Виллем II, а прапрадедом (через Марию и Анну) — российский император Павел I. В 1913 году князь женился на своей троюродной племяннице Виктории Маргарите, принцессе Прусской.